# Gerbilliscus leucogaster
Gerbilliscus leucogaster es una especie de roedor de la familia Muridae.

## Distribución geográfica
Se encuentra en Angola, Botsuana, República Democrática del Congo, Kenia, Malaui, Mozambique, Namibia, Sudáfrica, Suazilandia, Tanzania, Uganda, Zambia y Zimbabue.

## Hábitat
Su hábitat natural son: los bosques subtropicales y tropicales secos, sabanas secas, matorrales áridos, clima tropical o subtropical, las tierras de cultivo y pastos.